# Regius Professor of Engineering (Edinburgh)
Der Regius Professor of Engineering ist eine 1868 durch Königin Victoria ursprünglich als Regius Professor of Technology gestiftete Regius Professur für Ingenieurwissenschaften an der University of Edinburgh. Neben dieser Professur in Edinburgh gibt es drei weitere Regius Professuren für Ingenieurwissenschaften:
- den Regius Professor of Engineering (Cambridge),
- den Regius Professor of Engineering (Imperial College) und
- den Regius Professor of Civil Engineering and Mechanics (Glasgow).

## Inhaber
| Name                          | Namenszusatz                                                  | von           | bis           | Anmerkung |
| ----------------------------- | ------------------------------------------------------------- | ------------- | ------------- | --- |
| George Wilson                 | M.D., FRSE                                                    | 1855          | 1859          | Wilsons Titel lautete noch Regius Professor of Technology. Sein Interesse an Artefakten der industriellen Revolution beförderte ihn gleichzeitig auch zum Direktor des Edinburgher Industriemuseums. Eigentlich wurde der Lehrstuhl mit seinem Tod 1859 abgeschafft, aber das Thema war so wichtig, dass der Fabrikant David Baxter (1793–1872) eine Stiftung für einen ingenieurwissenschaftlichen Lehrstuhl aufbrachte. Wilson wird daher in der Zählung nicht als Regius Professor gewertet und die Zählung beginnt mit Henry Charles Fleeming Jenkin.                                                          |
| Henry Charles Fleeming Jenkin | F.R.S.                                                        | 1868          | 1885          | Der an der Universität Genua ausgebildete Jenkins arbeitete in Schottland mit William Thomson, dem späteren Baron Kelvin, und konnte aufgrund seiner Expertise mit unterseeischen Kabeln für die Telegrafie einen ansehnlichen Wohlstand erwerben. Als Königin Victoria die Regius Professur erneut stiftete, übernahm er 1868 die Regius Professur in Edinburgh als erster Professor. Im Amt schrieb er ein anerkanntes Lehrbuch über Elektrizität und Magnetismus, veröffentlicht 1873. Jenkins ist der erste Professor, der mit der heutigen Bezeichnung ins Amt kam, also als Regius Professor of Engineering. |
| George Frederick Armstrong    |                                                               | 1885          | 1900          | Armstrong galt als Experte für Eisenbahnwesen. Wie schon sein Vorgänger bemühte er sich aber auch sehr um die öffentliche Gesundheit, was sich beispielsweise durch Ausbildung von Medizinern zu sanitären Anlagen, Wasserwirtschaft ähnlichen Thenen niederschlug. und Unter seiner Führung wurden 1889 die Fulton Engineering Laboratories eröffnet, wo Studenten praxisorientiert ausgebildet werden konnten. |
| Thomas Hudson Beare           | Esq., B.Sc., F.R.S.E., M.Inst.C.E., M.Inst.M.E., D.L.         | 1901          | 1940          | Der aus Australien stammende Beare übernahm die Professur 1901 nach dem Tod Armstrongs. Beare war auch für 21 Jahre Dekan der Fakultät und verantwortete eine vorteilhafte Entwicklung des Lehrstuhls. Unter „Huddys“ Führung wuchs die Fakultät von einer kleinen im Keller untergebrachten Einheit zu über 100 Personen im 1935 eröffneten Kings-Gebäude und zu „einer der Best-geplanten und Best-ausgestatteten Ingenieursschulen des Königreichs“. |
| vakant                        |                                                               | 1940          | 1946          | |
| Ronald Nathan Arnold          | Esq., D.Sc., Ph.D., M.S., M.I.Mech.E.                         | 1946          | 30. Dez. 1963 | Der aus Glasgow stammende Arnold wurde an der Swansea University angeworben. Er teilte die zuvor einheitliche Fakultät in fachspezifische Bereiche für Maschinenbau, Elektrotechnik und Bauingenieurwesen auf. |
| Leslie Gordon Jaeger          | Esq., B.A., M.A., Ph.D., A.M.I.C.E., A.M.I.Struc.E., M.E.I.C. | 1965          | 30. Sep. 1966 | Jaeger war Fellow des Magdalene College der University of Cambridge und übernahm den Lehrstuhl nach dem vorzeitigen Tod Arnolds. Er verließ die Regius Professur schon kurz nach Amtsantritt zugunsten einer Professur an der McGill University, eben der Professur, die der zweite Regius-Professor, Armstrong, früher einmal hielt. |
| James Lawrence King           | Esq., B.A., M.A., Ph.D., F.I.M.A.                             | 1968          | 1983          | James King war der leitende Wissenschaftler des Naval Construction Research Establishments in Rosyth. |
| Joseph Anthony McGeough       | B.Sc., Ph.D., DSc., CEng., FIMechE, FiProdE, MIM              | 1983          | 2005          | McGeaugh kam von der University of Aberdeen und sollte das Portfolio der Universität erweitern um elektrochemische Fertigungsverfahren, wie Funkenerodieren, Elektrochemisches Abtragen und ähnliches. |
| Peter Mitchell Grant          | O.B.E., FREng, FRSE, FIEEE                                    | 2007          | 30. Sep. 2009 | Der Elektrotechniker Grant übernahm die Regius Professur und damit die Leitung des 26-köpfigen Professorengremiums der neu fusionierten ingenieurwissenschaftlichen Schulen. |
| vakant                        |                                                               | 30. Sep. 2009 | 2013          | |
| Jason Meredith Reese          | FREng, FRSE, FIMechE, FInstP                                  | 2013          | 8. März 2019  | Nach einer Ausbildung zum Physiker am Imperial College London und an der University of Oxford lehrte Reese an verschiedenen Universitäten einschließlich der Technischen Universität Berlin, der University of Cambridge und weiteren namhaften Universitäten, bis er 2013 die Position des Regius Professor in Edinburgh übernahm. Seine Beiträge befassen sich stark mit Fluidtechnik. Reese verstarb unerwartet am 8. März 2019 im Alter von 51 Jahren. |
| vakant                        |                                                               | 8. März 2019  | 2022          | |
| Themis Prodromakis            | Ph.D.                                                         | 2022          |               | Prodromakis wechselte aus einer Professur für Nanotechnologie an der University of Southampton nach Edinburgh. Internationale Aufmerksamkeit erregte Prodomakis mit seiner „beyond CMOS“ Technologie, wo er Memristortechnologie zum Speichern von Daten und als Grundlage für neuronale Netze einsetzte. Der Wechseln von Prodomakis veranlasste einen Teil seiner Mitarbeiter in Southampton, ebenfalls nach Schottland zu wechseln. |